# Ferrocarril en Bélgica

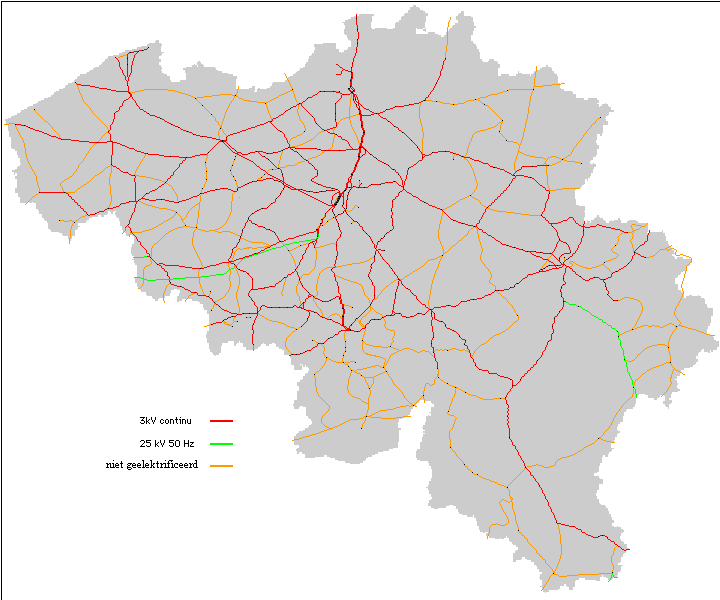
Mapa ferroviario de Bélgica.

Bélgica cuenta con una amplia red ferroviaria. Es miembro de la Unión Internacional de Ferrocarriles (UIC). El código de país UIC de Bélgica es el 88.

## Historia
El 5 de mayo de 1835 se inaugura el primer ferrocarril de Europa continental entre Bruselas-Groendreef/Allée verte y Malinas. Ya en 1830 se había previsto la construcción de algún tipo de ferrocarril o canal. Los ingenieros Pierre Simons y Gustave De Ridder investigaron la viabilidad de un ferrocarril. Los primeros trenes fueron motores Stephenson importados de Gran Bretaña. Las máquinas se llamaban Pijl, que significa flecha, Olifant, que significa elefante, y "Stephenson" (obviamente, en honor a su diseñador). Tiraban de vagones de banco y diligencias. A la vuelta de Malinas, el Olifant tiraba de los 30 vagones. En 1840, Gante, Brujas, Ostende, Amberes, Malinas, Bruselas y Lovaina estaban conectadas. Las líneas que debían llegar a Lieja, Mons y Kortrijk se completaron parcialmente. En 1843, cuando se completaron los grandes ejes Este-Oeste/Norte-Sur, se permitió a las empresas privadas construir y utilizar sus propios sistemas ferroviarios. Estos fueron cruciales para la industrialización del país.
En 1870, el Estado belga poseía 863 km de líneas ferroviarias, mientras que las empresas privadas poseían 2.231 km. De 1870 a 1882, los ferrocarriles se nacionalizaron gradualmente. En 1912, 5.000 km eran propiedad del Estado frente a 300 km de líneas privadas. La nacionalización total se planteó entonces, pero no se llevó a cabo hasta 1926, cuando se puso en marcha la SNCB. Se denominó SNCB (Société Nationale des Chemins de Fer Belges) o NMBS (Nationale Maatschappij der Belgische Spoorwegen), nombre similar al de la red ferroviaria francesa, SNCF. En 1958 la red era totalmente estatal. El 5 de mayo de 1935, la SNCB inició la electrificación de la línea Bruselas Norte-Amberes Central, de 44 km.

## Infraestructura
En 2003, la red constituía 3.518 km de vías férreas, todas ellas de ancho estándar: 1.435 mm. De todos esos ferrocarriles, 2.631 km estaban también electrificados. La mayoría de las líneas belgas electrificadas utilizan una alimentación aérea de 3 kV de corriente continua, pero las líneas de alta velocidad están electrificadas a 25 kV de corriente alterna, al igual que las recientes electrificaciones en el sur del país (líneas Rivage - Gouvy y Dinant - Athus).
En Bélgica, los trenes suelen circular por la vía izquierda. Esto contrasta con los vehículos de carretera, que circulan por la derecha, y es una prueba de la participación británica en la construcción de la red ferroviaria en el siglo XIX.
La red ferroviaria está controlada y mantenida por Infrabel.

## Política
Bélgica aplica una política de viajes baratos en tren. Los ciudadanos belgas, especialmente los estudiantes y los ciudadanos mayores, reciben incentivos y tarifas más baratas para aliviar la congestión de las carreteras del país. Los empleados del sector público tienen derecho a un abono gratuito o muy subvencionado para desplazarse en tren. Muchas empresas del sector privado contribuyen al coste del abono. Está prohibido fumar en todas las estaciones de ferrocarril (por ser un lugar público cerrado) y en los vagones de pasajeros.

## Enlaces ferroviarios con países adyacentes
- Todos los países adyacentes utilizan el mismo ancho de vía de 1.435 mm.
- Países Bajos: tensión diferente 3 kV DC/1500 V DC. El cambio de tensión se produce al sur de Roosendaal, y entre las estaciones holandesas de Eijsden y Maastricht Randwijck; los trenes belgas de 3 kV de tensión única avanzan con potencia reducida hasta la primera gran estación pasada la frontera (Roosendaal o Maastricht). Los pasos fronterizos se encuentran en:
  - Essen, Visé (Wezet)
  - Meer (línea de alta velocidad, 25 kV 50 Hz)
  - Hamont, Lanaken y Zelzate (las tres: sin electrificar, sólo para mercancías; la línea 20 Lanaken - Maastricht está "temporalmente fuera de servicio" desde Lanaken hasta la frontera, y no está conectada al resto de la red belga).
  - Eisden (planificada, apertura prevista entre 2012 y 2017)
  - Achel (cerrada, reapertura prevista entre 2012 y 2017)
  - Sint-Gillis-Waas (cerrada), Turnhout (cerrada)
- Alemania - diferente tensión 3 kV DC/15 kV AC. El cambio de tensión se produce en la estación de Aquisgrán, donde hay una vía conmutable para que los trenes de 3 kV de monovoltaje puedan llegar a Aquisgrán. El cambio de tensión también se produce en el viaducto de Moresnet en la línea de sólo mercancías Visé - Montzen - Aachen West. Los pasos fronterizos están en:
  - Welkenraedt
  - Kelmis-Hergenrath (incluye el tráfico de alta velocidad en la línea mejorada)
  - Losheimergraben (desmontado), Raeren (desmontado), Gemmenich (sólo mercancías, cambio de tensión entre las estaciones de mercancías Montzen(B) y Gemmenich(D), varios kilómetros dentro del lado belga de la frontera)
  - Steinebrück (cerrada)
- Luxemburgo - tensión diferente 3 kV DC/25 kV AC. El cambio de tensión en la línea 162 Namur - Arlon - Luxemburgo se produce en la estación fronteriza de Kleinbettingen (mercancías); otras líneas belgas que van al gran ducado de Luxemburgo utilizan 25 kV 50 Hz mucho antes de la frontera, por lo que no hay cambio de tensión. Los pasos fronterizos están en:
  - Arlon - Sterpenich(B) - Kleinbettingen(L)
  - Gouvy(B) - Troisvierges(L)
  - Athus(B) o Aubange(B) - Rodange(L)
  - Lengeler, Benonchamps, Lommersweiler (todas cerradas)
- Francia - tensión diferente 3 kV DC/25 kV AC. El cambio de tensión se produce en la frontera, excepto en la línea de alta velocidad que es de 25 kV en todo el recorrido y como se menciona a continuación. Los pasos fronterizos están en:
  - Mouscron(B) (Moeskroen) - Tourcoing(F)
  - Tournai(B) - Froyennes(B) - Blandain(F) (cambio de tensión mucho antes de la frontera, en el cambio "Y Froyennes" de la línea 75A Tournai - Mouscron)
  - Quiévrain (desmontado)
  - Quévy(B) - Feignies(F)
  - Erquelinnes(B) - Jeumont(F)
  - Aubange(B) - Mont-Saint-Martin(F) (la línea belga está en 50 kV AC mucho antes de la frontera, no hay cambio de tensión)
  - Línea de alta velocidad en Esplechin
  - Adinkerke a Dunkerque vía in situ, línea cerrada a pasajeros y mercancías
  - Momignies la vía se ha retirado en favor de un carril bici[3]
  - Heer-Agimont (línea de Dinant a Givet): vía in situ, línea cerrada a pasajeros y mercancías. Una parte de la línea de Dinant albergaba un tren de vapor para turistas, pero ya no está en explotación.
  - Menen, Comines-Warneton, Leupegem, Antoing, Péruwelz, Dour, Doische (cerrada)
- Reino Unido - utilizando la HSL 1, la LGV Nord, el Túnel del Canal y el enlace ferroviario de la Alta Velocidad 1/Túnel del Canal es de 25 kV CA. Todo el transporte ferroviario entre Bélgica y el Reino Unido pasa por Francia.